# Wang (Bavorsko)
Wang je obec v německé spolkové zemi Bavorsko, v zemském okrese Freising ve vládním obvodu Horní Bavorsko.
Žije zde přibližně 2 600 obyvatel.

## Poloha obce
Sousední obce jsou: Bruckberg, Eching, Gammelsdorf, Haag an der Amper, Moosburg an der Isar, Mauern, Nandlstadt a Zolling.